# Slag in het Kanaal van Otranto
De Slag in het Kanaal van Otranto was een kleinschalige zeeslag tijdens de Slag om de Middellandse Zee in de Tweede Wereldoorlog. Het vond plaats op 12 november 1940 in het Kanaal van Otranto in de Adriatische Zee, wat tussen het vasteland van Italië en Albanië ligt.

## Achtergrond
De slag geschiedde toen een geallieerd eskader de Adriatische Zee binnenvoer, op zoek naar Italiaanse maritieme doelen. Hoewel ze het op dat moment niet wisten, was het echte doel van het eskader om de aandacht van de vijand af te leiden van een grote luchtaanval op de belangrijkste basis van de Italiaanse vloot in Tarente. Het eskader werd aangevoerd door vice-admiraal Henry Pridham-Wippell met als vlaggenschip de lichte kruiser HMS Orion en omvatte de lichte kruisers HMAS Sydney en HMS Ajax, samen met de torpedobootjagers HMS Nubian en HMS Mohawk.
Op 12 november was een konvooi van vier koopvaardijschepen (de Antonio Locatelli, Premuda, Capo Vado en Catalani) op de terugweg van Valona naar Brindisi, waarbij de schepen werden geëscorteerd door de torpedoboot Fabrizi, die nog uit de Eerste Wereldoorlog stamde en onder bevel stond van Giovanni Barbini en de hulpkruiser Ramb III, aangevoerd door Francesco De Angelis. De schepen reisden in totale duisternis zonder navigatieverlichting.

## De slag
De geallieerde schepen voeren naar het noorden tijdens de nacht van 11 november. Vlak voordat ze tegen 01:00 een denkbeeldige lijn tussen Bari en Durazzo bereikten, maakten ze rechtsomkeer om zuidwaarts te gaan. Twintig minuten later stuitten ze op zes verduisterde schepen, waarvan ze dachten dat het om twee torpedobootjagers en vier koopvaardijschepen ging. De vijandelijke schepen merkten niets en voeren gewoon langs hen heen, op weg naar het vasteland van Italië. De HMS Mohawk opende om 01:27 het vuur en de slag begon.
In een verwarrende nachtelijke aanval viel de HMAS Sydney het leidende vrachtschip van een afstand van 11 kilometer aan en vernietigde het volkomen. In de volgende 23 minuten werden de overige drie koopvaardijschepen óf tot zinken gebracht óf (zwaar) beschadigd en brandend achtergelaten. De Fabrizi werd geraakt en zwaar beschadigd en blies de aftocht naar Valona, met elf doden en zeventien gewonden. De Ramb III brak, na negentien salvo’s te hebben afgevuurd, het gevecht ongedeerd af. Uiteindelijk zijn alle koopvaardijschepen gezonken.
De geallieerden ondervonden noch schade noch slachtoffers, hoewel om 01:40 een torpedo de steven van de Sydney nog maar net miste. Bij de Regia Marina kwamen 36 manschappen om en raakten er 42 gewond.

## Nasleep
De Italianen vergolden deze actie door hun luchtmacht, de Regia Aeronautica, erop af te sturen om het geallieerde eskader op te sporen, hoewel de CANT Z.501-vliegtuigen allemaal werden neergeschoten. De Regia Marina stuurde motortorpedoboten die ten noorden van Valona waren gestationeerd, het 7e Kruisereskader, bestaande uit de lichte kruisers Muzio Attendolo, Eugenio di Savoia en Emanuele Filiberto Duca d’Aosta, de 15e Torpedobootjagerdivisie uit Brindisi, het 8e Kruisereskader, bestaande uit de lichte kruisers Duca degli Abruzzi en Giuseppe Garibaldi en de 7e en 8e Torpedobootjagerdivisie uit Tarente om het geallieerde eskader te onderscheppen maar het lukte hen niet om contact te maken.
De dag nadat de slag plaatsvond redden twee torpedoboten van de Regia Marina, de Curtatone en de Solferino, in totaal 140 zeelieden.

## Slagorde

### Regia Marina
Kapitein Francesco De Angelis
- 1 torpedoboot: Fabrizi (beschadigd)
- 1 hulpkruiser: Ramb III
- 4 koopvaardijschepen: Antonio Locatelli (5691 ton), Premuda (4427 ton), Capo Vado (4391 ton) en Catalani (2429 ton) (allen gezonken)

### Geallieerden
Schout-bij-nacht Henry Pridham-Wippell
- 3 lichte kruisers: HMS Orion, HMAS Sydney en HMS Ajax
- 2 torpedobootjagers: HMS Nubian en HMS Mohawk.